# АБ варијанта ГМ2 ганглиозидозе
АБ варијанта ГМ2 ганглиозидозе је редак, аутозомно рецесивни метаболички поремећај који узрокује прогресивно уништавање нервних ћелија у мозгу и кичменој мождини. Има сличне патолошке промене као и Сандхофова и Теј-Сакссова болест и са њима је заједно класификоване сврстана у  ГМ2 ганглиозидозе, јер свака болест представља посебну молекулску тачку поремећаја у активацији истог ензима, бета-хексозаминидазе.
АБ варијанта ГМ2 ганглиозидозе је узрокована поремећајем у гену који ствара ензим кофактора за бета-хексозаминидазу, звани ГМ2-активатор.

## Историја
Клиничка слика прве наследне болести из групе лизозомалних болести складиштења (Теј-Саксова болест) описана је 1881. године.
Као АБ варијанта ГМ2 ганглиозидозе овај тип болести је први пут уочен клинички  након биохемијске карактеризације Теј-Саксове болести 1969. године. Потом је Конрад Сандхоф ову варијанту означио као АБ варијанту 1971, године.
Током  раних 1970-их, откривен је ензимски дефект који узрокује развој фенотипа Теј-Саксове болести. Касније је развијен тест за ТСД, и тада Теј-Саксова болест постаје позната као модел за "масовни скрининг " у медицинској генетици, односно истраживачки модел за разумевање механизма и могуће превенције свих аутозомно генетских поремећаја.
Дуго времена , Теј-Саксова болест, Сандхофова болест и АБ варијанта ГМ2 ганглиозидозе нису биле диференциране, већ су клинички разматране као једна болест. Ово је олакшано чињеницом да су све три варијанте ГМ2 ганглиозидозе повезане са нарушавањем једног метаболичког пута и испољавањм сличних симптома.
У већини случајева генских поремећаја , њихово именовање и класификација одражавају историју открића, као и покушаје класификације на основу биохемијских, патофизиолошких и генетских дијагностичких података. Међутим, три типа ГМ2 ганглиозидоза су идентификоване и именоване одвојено. Свака од варијанти представља посебан, са молекуларне тачке гледишта, дефект у подјединици потребној за активацију ензима.
На крају је утврђено да ГМ2 ганглиозидоза може бити узрокована мутацијама на три различита гена, од којих је један био протеински активатор. Болест узрокована мутацијом која онемогућује овај протеин названа је АБ варијанта. У 1992. години, сам ГМ2А ген је локализиран на хромозому 5,  а прецизан локус је одређен следеће године.

## Етиологија
Мутације у гену ГМ2А узрокују ГМ2-ганглиозидозну АБ варијанту. Ово стање насљеђује се по аутосомно рецесивно обрасцу.
ГМ2А ген кодира протеин који се зове ГМ2-активатор. Овај протеин је неопходан за нормалну функцију бета-хексосаминидазе А, критичног ензима у нервном систему, који разграђује липид звани ГМ2-ганглиозид. Ако су оба алела на овом локусу мутирана поремете активност ГМ2-активатора, па бета-хексосаминидаза А не може обављати своју нормалну функцију. Као посљедица тога, ганглиозиду акумулирају се у централном нервном систему, све док не ометају нормалне биолошке процесе. Прогресивно оштећење узроковано накупљањем ганглиозида доводи до уништења нервних ћелија.
АБ варијанта ГМ2-ганглиозидозе изузетно је ријетка. За разлику од Теј-Саксове и Сандхофове болести, код којих су откривени многи мутантни полиморфни алели, укључујући алеле псеудодефицијенције, пријављено је врло мало мутација ГМ2А. Када је пријављена АБ варијанта, она је често откривана код сродних родитеља или у генетички изолованим популацијама. ГМ2А се експримира у многим ткивима, а пријављено је да протеин активатор ГМ2 има и друге ћелијске функције. 
Будући да се АБ варијанта тако ретко дијагностикује, вероватно је да је већина мутација ГМ2А фатална у ембрионској или фетусној фази развоја код хомозигота и везаних гена, и зато се никада клинички не уочавају.

## Клиничка слика
Знакови и симптоми АБ варијанте ГМ2-ганглиозидозе, идентични су онима код новорошенчета са Теј-Сакссовом болести, осим што тестирање ензима показује нормалне нивое хексозаминидазе А.
Новорођече са Сандхофовом болести има сличне симптоме и прогнозу, осим што постоји недостатак и хексозаминидазе А и хексозаминидазе Б. Новорођечад са овим поремећајем обично изгледају нормално до доби од 3–6 месеци, када се развој успорава и мишићи који служе за кретање ослабе. Погођене бебе губе моторне способности као што су окретање, седење и пузање. Како болест напредује, код новорођенчади јављају се напади, губитак вида и слуха, интелектуална неспособност и парализа.
Очна абнормалност која се зове трешњастоцрвена пега, која се може открити очним прегледом, карактеристична је знак за овај поремећај. Ову пегу је први описао Варен Теј  1881. године, када је идентификовао случај Теј-Саксове болести, која има исту етиологију.

## Прогноза
Прогноза за АБ варијанту је иста као и прогноза код Теј-Саксове болест. Погођена деца са АБ варијантом умиру  прерано у раном детињству.